# خرس عروسکی (ترانه)
خرس عروسکی (به انگلیسی: Teddy Bear) نام ترانه ای در سبک راک اند رول، در سال ۱۹۵۷ است. خواننده این ترانه الویس پریسلی می‌باشد. از این ترانه در فیلم سینمایی به نام "دوستت دارم" در سال ۱۹۵۷ استفاده شده‌است.
خرس عروسکی به جدول بهترینهای موسیقی راه یافت و مدت هفت هفته درمقام ترانه شماره ۱ آمریکا باقی ماند. همچنین این ترانه در دو جدول بهترین ترانه‌های موسیقی کانتری و بهترین ترانه‌های موسیقی ریتم اند بلوز نیز وارد شده و مقام اول را در بهترینهای کانتری بدست آورد.